# Quiches (distrito)
Quiches é um dos dez distrito da província de Sihuas, situada na região de Ancash.

## Transporte
O distrito de Quiches é servido pela seguinte rodovia:
- PE-12B, que liga a cidade de Huayllabamba ao distrito de Tayabamba (Região de La Libertad) [2][3][4]